# Meet the Cleavers – Familienfeste und andere Katastrophen
Meet the Cleavers – Familienfeste und andere Katastrophen (Originaltitel Cleaver Family Reunion) ist eine US-amerikanische Filmkomödie aus dem Jahr 2013 von H.M. Coakley, der auch das Drehbuch verfasste. Produziert wurde der Film von The Asylum.

## Handlung
James Cleaver ist ein erfolgreicher Anwalt und lebt mit seiner Frau Stacy, einer angesehenen Ärztin, in Hollywood. Die beiden führen ein gutes Leben. Eines Tages bekommt James einen Anruf von seiner Schwester, die ihn anlässlich des 80. Geburtstags ihrer gemeinsamen Mutter zu einer Familienfeier im Süden des Landes einlädt. Die letzten 15 Jahre hat James großen Kontakt zu seiner Familie vermieden – zum Leidwesen seiner Frau Stacy, die trotz 15-jähriger Ehe seine Familie noch nie kennenlernen durfte. Nun sieht sie die Einladung ihrer Schwägerin als Anlass, die Familie nun endlich kennenlernen zu dürfen.
James hat sich von seiner Familie auseinander gelebt, da er stets der Ansicht war, er würde von dieser zu wenig Respekt erhalten. Außerdem bezeichnet er den Großteil seiner Verwandten als Freaks und schämt sich für diese. Nur seine Frau redet ihm gut bei und ist sich sicher, dass es eine lustige Familienfeier wird. Im Schoße seiner Familie muss er erfahren, dass einer seiner Brüder kriminell wurde und aktuell unter Arrest steht. Auch ist der Gesundheitszustand seiner Mutter bedenklich.

## Hintergrund
Der Film entstand in Los Angeles. Der Film feierte am 29. März 2013 seinen Kinostart in den USA. In Deutschland erschien er am 29. November 2013 im Videoverleih.

## Rezeption
„Turbulente, vornehmlich auf eine schwarze US-amerikanische Zielgruppe zugeschnittene Komödie, die Klischees der „Black Community“ eher verfestigt als dass sie diese ironisch bricht.“

Kino.de schreibt, dass der Film „ethnische Klischees“ pflege und „weidlich breitgetreten, gesellschaftliche Probleme sanft“ anreiße, „und am Ende verstehen sich alle ein kleines bisschen besser, weil sie nicht nur miteinander“ geredet hätten, sondern im Film Gras geraucht und sich geprügelt wurde. Final wird der Film als „Nett, sympathisch“ gewertet.
Im Audience Score, der Zuschauerwertung auf Rotten Tomatoes, hat der Film bei mehr als 50 Abstimmungen eine Wertung von 50 %. In der Internet Movie Database erreicht der Film 4,1 von 10 Sternen bei rund 280 Bewertungen (Stand: August 2024).